# Hatf 1
Hatf 1 fue un misil táctico pakistaní propulsado por combustible sólido, desarrollado con tecnología propia a finales de los años 1980 por la Comisión de Investigación de la Atmósfera Superior y el Espacio (SUPARCO, Space and Upper Atmosphere Research Commission). Fue probado en enero de 1989, pero nunca llegó a entrar en servicio.

## Especificaciones
- Masa total: 1500 kg
- Diámetro: 0,55 m
- Longitud total: 6,1 m
- Envergadura: 0,55 m
- Ojiva: 500 kg
- Alcance máximo: 80 km